# روروس
روروس (به نروژی: Røros)  شهرداری و شهرکی است که در استان سور تروندلاگ کشور نروژ قرار دارد و بخشی از منطقهٔ گائولدال محسوب می‌شود.
شهر معدنی روروس که برگ‌شتادن نیز نامیده می‌شود، در طول تاریخ به‌دلیل وجود معادن مس در آن، شناخته‌شده بود. این شهر به‌همراه شهر کونگسبر، تنها دو شهری در نروژ هستند که تاریخاً به‌عنوان «شهرهای معدنی» تعیین شده‌اند. امروزه نیز ساکنان روروس همچنان در همان ساختمان‌ها و محل‌های سده‌های ۱۷ و ۱۸ میلادی زندگی و کار می‌کنند که همین امر باعث شد تا در سال ۱۹۸۰ میلادی در فهرست میراث جهانی یونسکو ثبت شود. روروس حدود ۸۰ خانهٔ چوبی دارد که اکثر آن‌ها دارای حیاط هستند و بسیاری از حصارهای حیاط‌ها از دوران قرون وسطی باقی مانده‌اند.
روروس با ۳٫۲۹-کیلومتر-مربع (۱٫۲۷-مایل-مربع) مساحت، در سال ۲۰۱۳ میلادی، ۳٬۷۱۸ تن جمعیت داشته و تراکم جمعیت آن ۱٬۱۳۰ ساکن در هر کیلومتر مربع (۲٬۹۰۰ ساکن در هر مایل مربع) بوده‌است در حالی که در سال ۲۰۱۰ میلادی، ۵٬۵۷۶ نفر جمعیت داشت.

## فرهنگ
در طول زمستان، یک بازار روز سنتی که رُرُسمارتنان (Rørosmartnan) نامیده می‌شود برگزار می‌شود و در این ایام، به‌طور میانگین سالانه ۶۰٬۰۰۰–۷۰٬۰۰۰ گردشگر از آن بازدید می‌کنند. این بازار در آخرین سه‌شنبهٔ فوریه آغاز می‌شود و برگزاری آن پنج روز طول می‌کشد. همچنین در طول برگزاری این بازار، تئاتر موزیکال در فضای باز نیز اجرا می‌شود که بزرگداشتی است برای تراژدی سربازان سوئدی که به‌علت سرما درگذشتند. این برنامه از سال ۱۹۹۴ میلادی به‌طور مستمر برگزار شده‌است.

## ترابری
این شهر توسط راه‌آهن و از طریق ایستگاه رورسوس به شبکهٔ حمل‌ونقل ریلی متصل است و از طریق هوایی نیز با استفاده از فرودگاه رورسوس پروازهای برنامه‌ریزی‌شده‌ای به اسلو، پایتخت نروژ دارد.

## نگارخانه

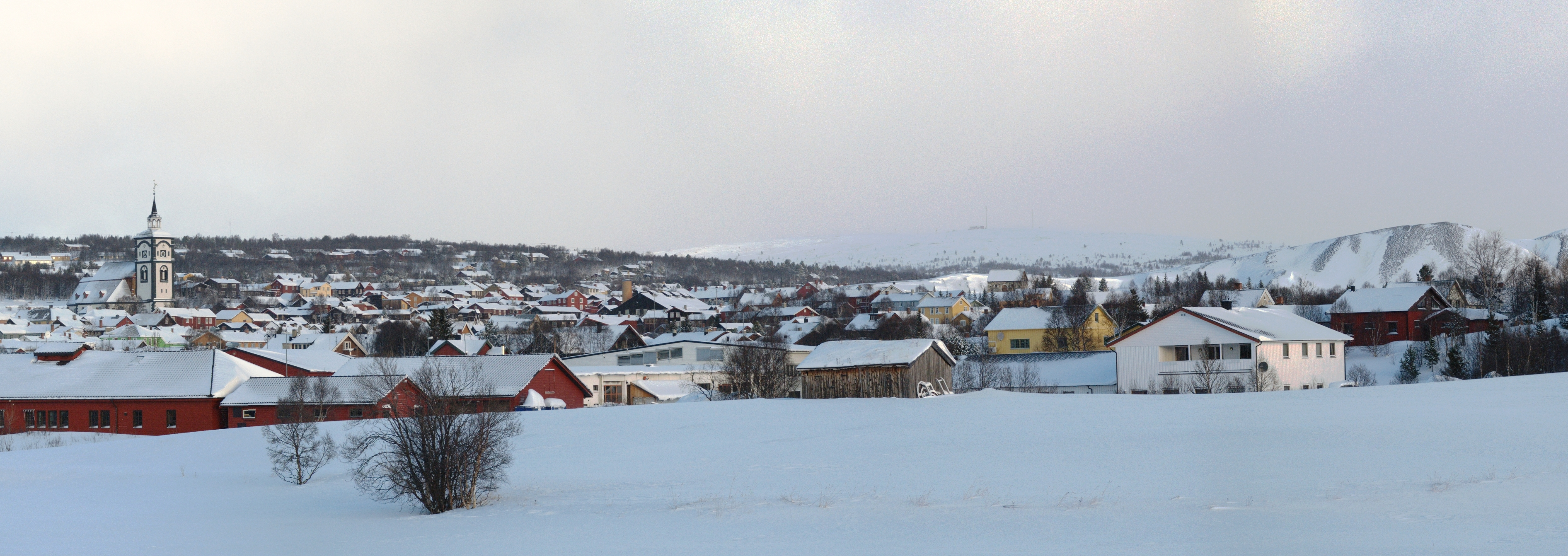
نمای عمومی روروس
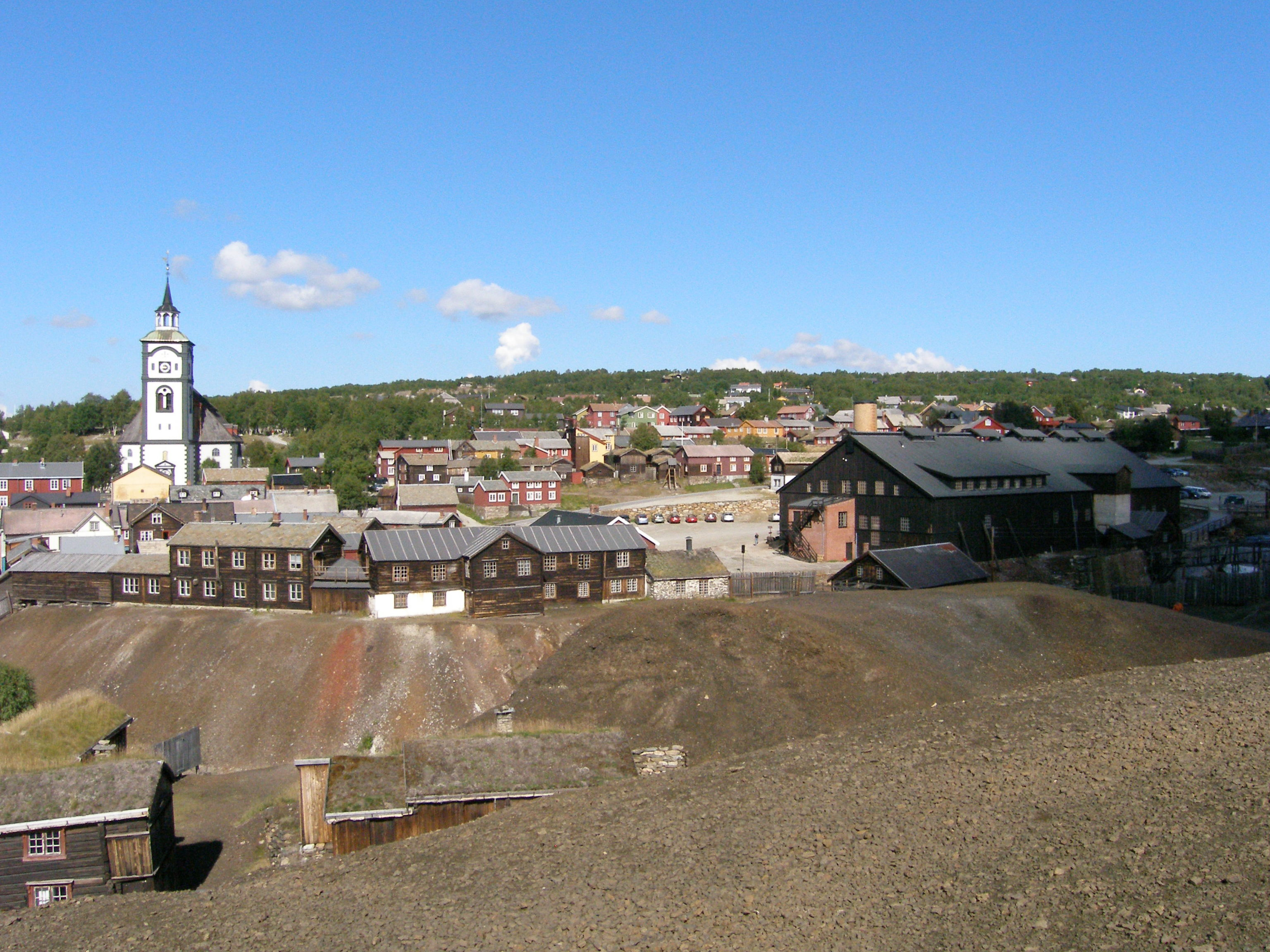
روروس در تابستان
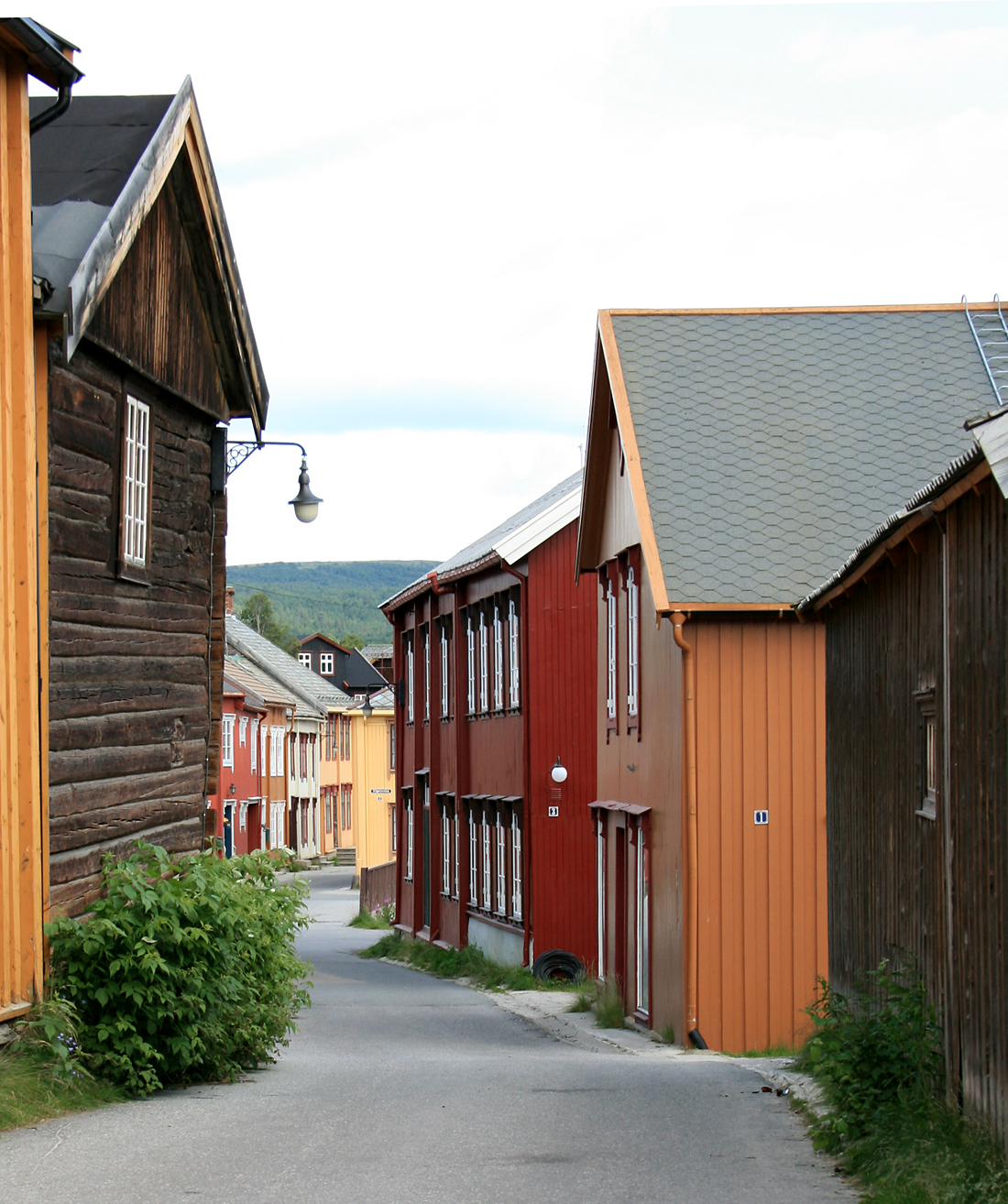
یکی از خیابان‌های قدیمی روروس